# Agelasta tonkinea
Agelasta tonkinea es una especie de escarabajo longicornio de la subfamilia Lamiinae. Fue descrita científicamente por Pic en 1925.
Se distribuye por China, India, Laos, Nepal y Vietnam. Posee una longitud corporal de 8-14 milímetros. El período de vuelo de esta especie ocurre en los meses de mayo, junio, julio, agosto y septiembre.